# Waiblingen
Waiblingen är en stad i södra Tyskland och huvudort i Rems-Murr-Kreis i Regierungsbezirk Stuttgart i förbundslandet Baden-Württemberg, belägen omkring 10 kilometer nordost om staden Stuttgart. Staden har cirka 56 000 invånare.

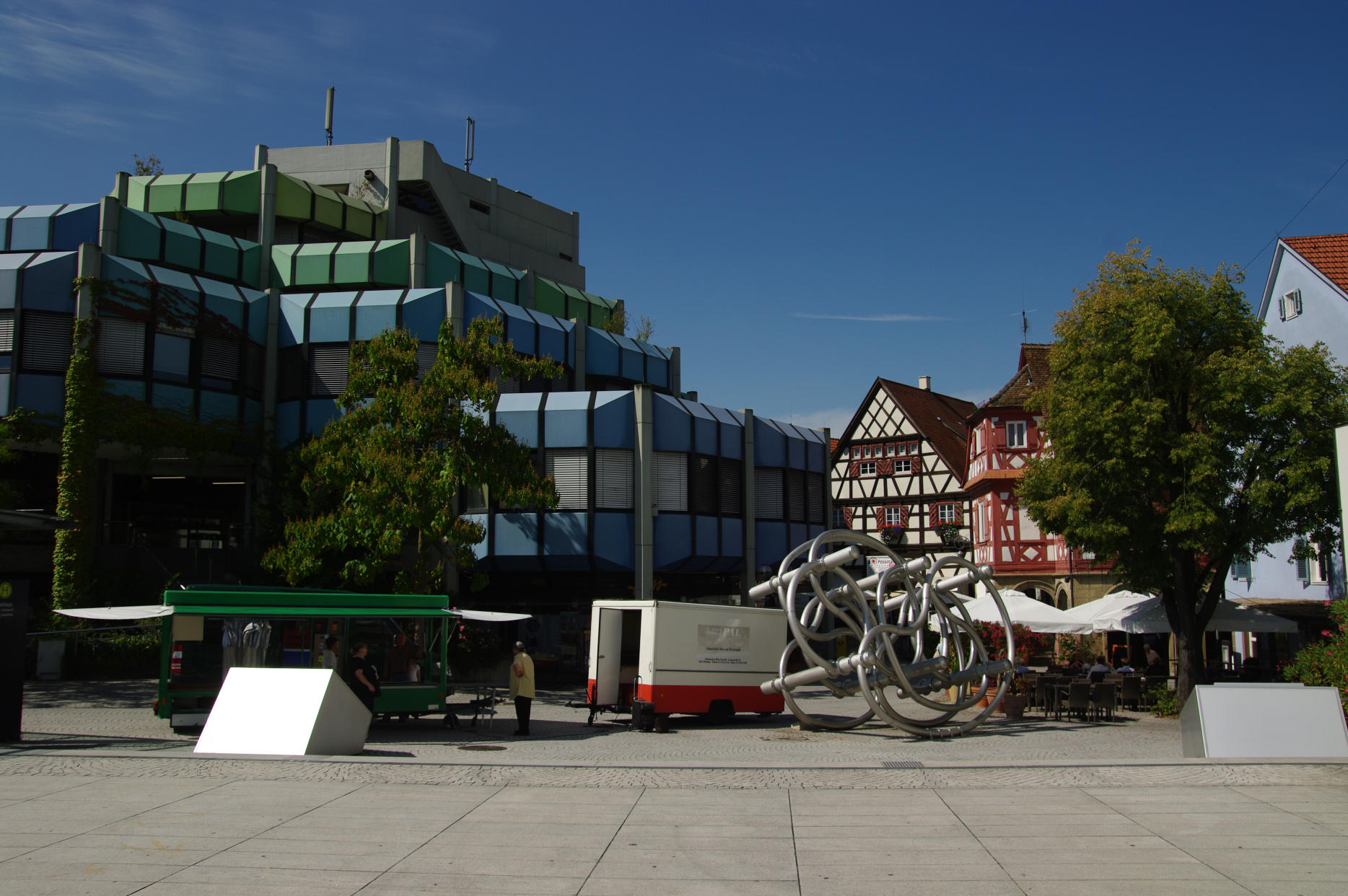
Rathausplatz